# Tučňáci z Madagaskaru (film)
Tučňáci z Madagaskaru (Penguins of Madagascar) je počítačově animovaný film z roku 2014 od DreamWorks Animation režie Erica Darnella.

## Děj
Skipper, Kowalski, Rico a Vojín spojili své síly s tajnou organizací Severák, aby zabránili darebnému Dr. Octaviusovi Brineovi ve zničení světa, jak ho známe.

## Obsazení
- Tom McGrath – Skipper
- Chris Miller – Kowalski
- Christopher Knights – Vojín
- Conrad Vernon – Rico
- Benedict Cumberbatch – Classified
- Ken Jeong – Short Fuse
- Annet Mahendru – Eva
- Peter Stormare – Corporal
- John Malkovich – Dave
- Werner Herzog – documentary filmmaker